# Víctor Bernay
Víctor Eduardo Ceferino Bernay (Concordia, Argentina; 4 de abril de 1970) es un entrenador paraguayo de origen argentino. Actualmente dirige al Club Guaraní de la Primera División de Paraguay.

## Trayectoria
Bernay jugó al fútbol juvenil para el Club Atlético Victoria de Concordia, debutando en el equipo profesional a los 16 años mientras era preparador físico del club. Posteriormente, estudió contabilidad antes de pasar a la educación física. También tuvo un breve paso por las divisiones juveniles de Newell's Old Boys, pero tuvo que dejarlo debido al servicio militar.
Bernay comenzó su carrera como entrenador en el CA Ferrocarril de Concordia antes de mudarse a Atlético Uruguay. Dejó este último club el 30 de diciembre de 2005 para unirse al cuerpo técnico de Pedro Troglio en Gimnasia y Esgrima La Plata.
Bernay continuó trabajando con Troglio en las siguientes temporadas, siendo su asistente en Independiente, Cerro Porteño, Argentinos Juniors, Gimnasia (en dos ocasiones), Tigre y Universitario de Perú.
En abril de 2019, Bernay fue nombrado Secretario de Deportes de su ciudad natal. Dejó el cargo en junio para regresar a Cerro Porteño, donde fue coordinador de fútbol juvenil y estuvo a cargo de las categorías juveniles.
El 8 de octubre de 2019, Bernay fue nombrado entrenador del primer equipo de forma interina por el resto de la temporada. Regresó a su puesto anterior en diciembre, después de nueve partidos.
El 23 de febrero de 2021, Bernay fue nombrado asistente de Ariel Holan en Santos. Dejó el cargo con Holan en abril y regresó a Cerro Porteño en enero de 2022, como director de los equipos juveniles y fue nombrado entrenador del equipo principal en septiembre de 2023.

## Clubes

### Como segundo entrenador
| Club                        | País      | Año         | Segundo entrenador de: |
| --------------------------- | --------- | ----------- | ---------------------- |
| Gimnasia y Esgrima La Plata | Argentina | 2006-2007   | Pedro Troglio          |
| Club Atlético Independiente | Argentina | 2007-2008   | Pedro Troglio          |
| Cerro Porteño               | Paraguay  | 2008-2010   | Pedro Troglio          |
| Argentinos Juniors          | Argentina | 2010 - 2011 | Pedro Troglio          |
| Gimnasia y Esgrima La Plata | Argentina | 2011 - 2016 | Pedro Troglio          |
| Club Atlético Tigre         | Argentina | 2016        | Pedro Troglio          |
| Universitario               | Perú      | 2017 - 2018 | Pedro Troglio          |
| Gimnasia y Esgrima La Plata | Argentina | 2018 - 2019 | Pedro Troglio          |
| Santos FC                   | Brasil    | 2021        | Ariel Holan            |

### Como entrenador principal
| Club                                   | País      | Año               |
| -------------------------------------- | --------- | ----------------- |
| Club Atlético Ferrocarril Concordia    | Argentina | ?                 |
| Club Atlético Uruguay                  | Uruguay   | ¿?-2005           |
| Cerro Porteño (Coordinador inferiores) | Paraguay  | 2019 - 2023       |
| Cerro Porteño (interino)               | Paraguay  | 2019              |
| Cerro Porteño                          | Paraguay  | 2023 - 2024       |
| Nacional                               | Paraguay  | 2024 - 2025       |
| Guaraní                                | Paraguay  | 2025 - Actualidad |